# Anna Guitart
Anna Guitart (Barcelona, 1976) es una guionista y periodista cultural española.

## Trayectoria
Anna Guitart es periodista y guionista especializada en literatura y libros. Empezó trabajando en Radio Barcelona y después en el programa La República, de Joan Barril, en COM Ràdio. Formó parte del equipo del documental Setembres, de Carles Bosch. Ha trabajado  como guionista en programas como De què va (Canal 33), El bocamoll (TV3) o Via Llibre (Canal 33). También ha dirigido la segunda temporada del programa Savis (Canal 33).
En 2015 empezó a presentar la sección de libros del programa Tria33 (Canal 33). Desde 2017, presentó y dirigió el programa literario de entrevistas Tot el temps del món (Canal 33). También ha colaborado con los programas Els matins de TV3, Islàndia de RAC 1, y con el suplemento Llegim del diario Ara. Actualmente (2020) coordina, junto con el periodista David Guzmán, la sección Llibres perquè sí del programa radiofónico El matí de Catalunya Ràdio.